# Arghandab (ville)
Pour les articles homonymes, voir Arghandab.
Arghandab est le centre administratif du district d'Arghandab dans la province de Kandahâr en Afghanistan. Il est situé dans la vallée de la rivière Arghandab au nord-ouest de Kandahar.

## Annexe